# Luis Jara
Luis Alberto Jara Cantillana (Santiago, 25 de octubre de 1965), también conocido como Lucho Jara, es un cantante y presentador de televisión chileno radicado en Estados Unidos.

## Biografía
Hijo de Alba Rosa Cantillana y su padre Luis Jara Vergara, su camino a la televisión empezó cuando participó en el programa Sábados Gigantes, en la sección "Clan infantil", donde participaban cantantes, actores y bailarines. Posteriormente, participó como actor en la teleserie De cara al mañana de Televisión Nacional de Chile en 1982 interpretando a Juan José "El Turco" Aguad; después vendría su participación en la exitosa teleserie Los títeres de Canal 13 en 1984 interpretando a "Pato".
En 1985 ganó un festival en el estelar Martes 13 con la canción «Ámame». A este éxito se suma la canción «Me hace falta», con el que obtiene el segundo lugar en el Festival de la Canción de Viña del Mar en 1986. Ese mismo año graba su primer álbum llamado Ámame.
Sucesivamente, le siguen los álbumes Otra vez de cero (1988) e Inevitable (1990). Luego, tendría el repertorio para realizar su primer recital, Concierto de Antología. El disco Un golpe de suerte (1992) muestra a un artista maduro y confiado, capaz de levantar un show de alta calidad y envergadura, con el que recorre el país.
En 1995 se inicia como presentador de televisión en Chilevisión, con el programa ¿Cuánto vale el show?. Debido a ser considerado como "la promesa de la televisión", Luis realiza dos estelares más en el canal, De aquí no sale y Calor humano, perdurando en Chilevisión hasta diciembre de 2002.
A Un golpe de suerte siguió Emociones (1997) que incluyó un sentido homenaje a su padre (fallecido el 25 de octubre de 1992) junto al pianista argentino Raúl Di Blasio. Al año siguiente publica Para que no me olvides y en 1999 Lo nuestro ayer y hoy.
En 2002. Luis graba su disco homónimo y lanza su sencillo «Mañana», que se convierte en todo un éxito. Ese mismo año, firma contrato con Canal 13, donde debuta en 2003 como conductor de La Movida del Festival (programa satélite del Festival Internacional de la Canción de Viña del Mar) y posteriormente anima junto al humorista Álvaro Salas, el programa Vértigo. Su consagración televisiva, llega del estelar Mucho Lucho, donde conduce su propio programa de conversación y humor en horario prime. 
En 2003 lanza su disco en vivo Mi destino y dos años más tarde produce Tanto amor. 

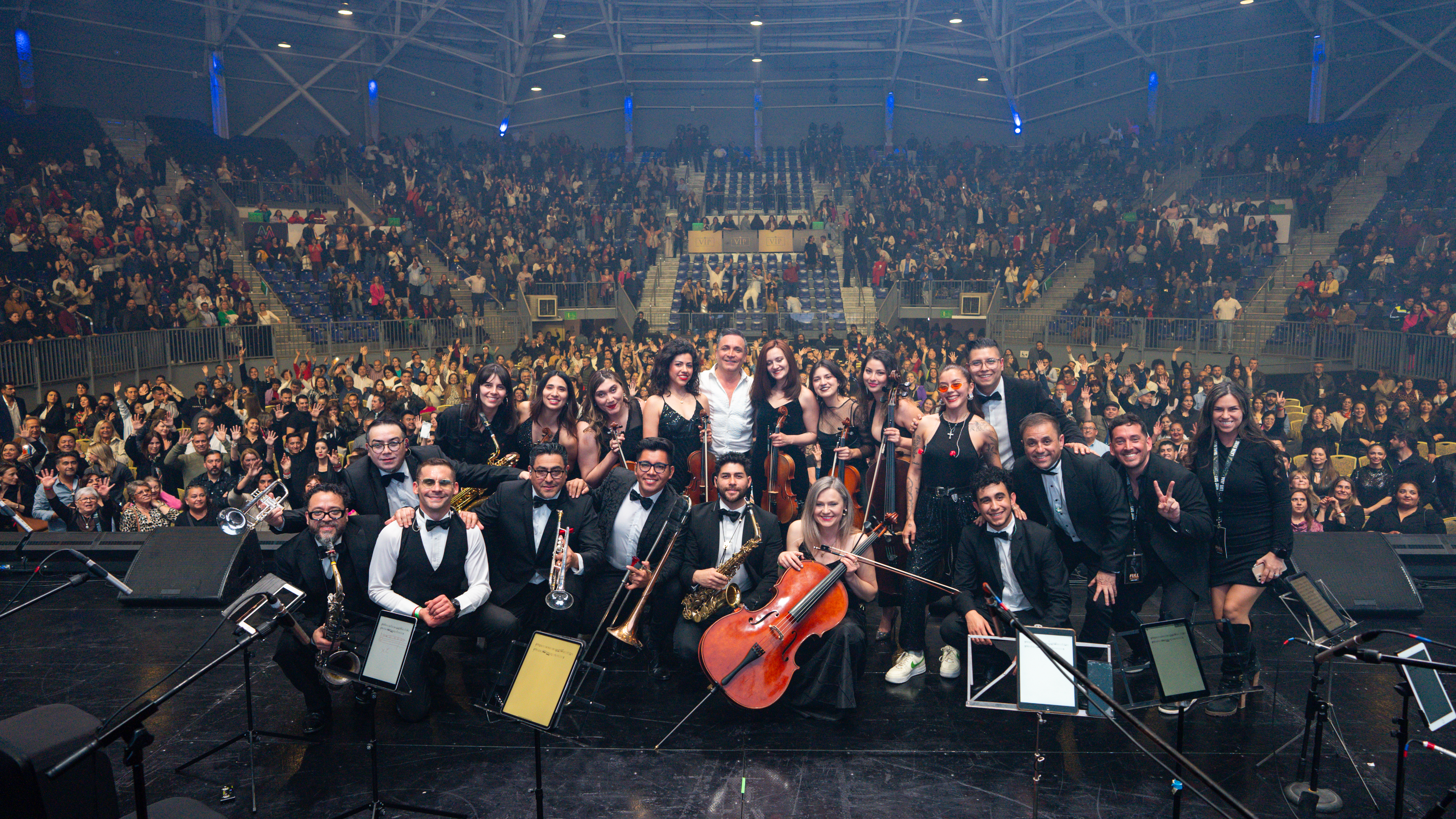
Luis Jara junto a su banda y equipo artístico al finalizar un concierto en la Gran Arena Monticello, con la audiencia de fondo, en 2024.

El 1 de marzo de 2007 debutó en el nuevo matinal de Canal 13, Juntos, el show de la mañana, junto a Eli de Caso y Karla Constant. El bajo índice de audiencia del programa, sumado a la mala evaluación del mismo, terminó con la renuncia de Jara a Canal 13 a fines de 2008, siendo su última aparición en el matinal Juntos el 24 de diciembre de ese año.
En 2008, Luis estrena su nuevo disco Swing, donde presenta versiones de canciones de los años 1970 y 1980, en un estilo cercano al jazz, blues y swing. En 2009 se integra a Mega, donde debuta en el recordado programa nocturno Morandé con compañía el 20 de marzo de ese año y condujo su primer programa Un golpe de Lucho. El primer semestre del 2010 fue conductor del estelar Elígeme los días miércoles. En 2011, fue animador y backstage durante las audiciones del programa estelar de talentos Yo soy....
En noviembre de 2011, se convierte en el nuevo jurado del programa de concursos y talentos de humor Coliseo romano y el 29 de febrero de 2012 comienza a animar el programa de imitaciones Tu cara me suena.
El 19 de marzo de 2012, comenzó a animar el programa de concursos Salta a la vista. Desde 2013 y hasta 2020 condujo el matinal de Mega Mucho gusto, donde compartió conducción con Katherine Salosny, José Miguel Viñuela, Karla Constant y Diana Bolocco.
En 2017 fue operado por un tumor encontrado en su cerebro, el cual dejó bastantes secuelas, lo que lo mantuvo alejado de sus trabajos por cinco años.
En 2018, se retira temporalmente de la televisión, volviendo en julio de 2019.
En 2019 fue inaugurada una estatua de cera con su figura en el sector de artistas del Museo de Cera de Las Condes. Ese mismo año, Luis viajó a España para participar en el concierto español-argentino Únicos, en donde compartió con artistas de la talla de Marta Sánchez, Luciano Pereyra, Lucía Galán (integrante del dueto Pimpinela), Axel, Soledad, India Martínez, Patricia Sosa, Lali y Tini, entre muchos otros. 
En cuanto a su faceta musical, lanzó su primer disco de pop urbano La última tentación, en donde contiene los temas «Enamorado», «Déjalo», «La ideal» (dueto con Luciano Pereyra) y la canción homónima en trío con María José Quintanilla y el puertorriqueño Franco el Gorila. 
Actualmente, Luis vuelve a la escena romántica musical, esta vez, con Toda una vida, su nuevo disco en dónde reversiona canciones de artistas latinos como José José y Shakira, entre muchos otros. 
Durante su carrera como cantante, Luis ha grabado y compartido duetos con otros artistas, entre ellos, con nuevos artistas chilenos de la talla de Denise Rosenthal, Américo, Augusto Schuster, Leo "DJ" Méndez, el vocalista del grupo de cumbia Noche de Brujas, Héctor "Kanela" Muñoz y la mismísima María José Quintanilla.
Actualmente Luis Jara es fundador y embajador de la fundación MusicArte.

## Telenovelas
- De cara al mañana (TVN, 1982) - Juan José "El Turco" Aguad
- Los títeres (Canal 13, 1984) - Patricio "Pato" Barros Godan

## Programas de televisión
- 1995 - ¿Cuánto vale el show? (Chilevisión)
- 1996-2002 - De aquí no sale (Chilevisión)
- 2000-2002 - Calor humano (Chilevisión)
- 2003, 2006, 2008 - La movida del Festival (Canal 13)
- 2003-2008 - Vértigo (Canal 13)
- 2003-2006 - Mucho Lucho (Canal 13)
- 2007-2008 - Juntos, el show de la mañana (Canal 13)
- 2009 - Un golpe de Lucho (Mega)
- 2009-2011 - Morandé con compañía (Mega)
- 2010-2011 - Elígeme (Mega)
- 2011-2012 - Yo Soy (Mega)
- 2011 - Coliseo romano (Mega)
- 2012 - Tu cara me suena (Mega)
- 2012 - Salta a la vista (Mega)
- 2013-2018, 2019-2020 - Mucho gusto (Mega)
- 2022 - Talento Rojo (TVN)
- 2024 - Mi nombre es… (TVN)

## Discografía

### Álbumes de estudio
| - Ámame (1986) - Otra Vez de Cero (1988) - Inevitable (1990) - Un Golpe de Suerte (1992) - Emociones (1997) - Para que No me Olvides (1998) - Lo Nuestro Ayer y Hoy (1999) - Luis Jara (2002) | - Tanto Amor (2005) - Swing (2008) - Un Regalo en Navidad (2010) - Late Fuerte (2011) - Cerca (2014) - La Última Tentación (2018) - Toda Una Vida (2022) - Latin Swing (2024) |

### Álbumes recopilatorios
- Grandes éxitos (2005)
- Jara: 30 años (2015)

### Álbumes en vivo
- Mi destino (2003)
- Luis Jara: 20 años (2007)
- Grandes éxitos: en vivo (2010)

### Videografía
- Mi destino: en vivo (2004)
- 20 años: el concierto (2007)
- Grandes éxitos: en vivo (2010)

### Sencillos
| Año                 | Canción                                                                 | Máxima posición     | Álbum               |
| Año                 | Canción                                                                 | CHL                 | Álbum               |
| Sencillos oficiales | Sencillos oficiales                                                     | Sencillos oficiales | Sencillos oficiales |
| ------------------- | ----------------------------------------------------------------------- | ------------------- | ------------------- |
| 2002                | «Mañana»                                                                | 1                   | Luis Jara           |
| 2002                | «No sé olvidarte»                                                       | 2                   | Luis Jara           |
| 2005                | «Qué no daría»                                                          | 1                   | Tanto amor          |
| 2005                | «Las cosas cambian»                                                     | 13                  | Tanto amor          |
| 2005                | «No tengo que pedir perdón»                                             | 52                  | Tanto amor          |
| 2006                | «Fuimos demasiado lejos»                                                | 47                  | Tanto amor          |
| 2011                | «No sabía»                                                              | 24                  | Late fuerte         |
| 2012                | «Dos corazones rotos» (con Américo)                                     | 62                  | Late fuerte         |
| 2013                | «El dueño»                                                              | —                   | Late fuerte         |
| 2013                | «Dos corazones rotos» (con Américo) (Versión salsa)                     | —                   | Américo de América  |
| 2014                | «Cerca»                                                                 | 17                  | Cerca               |
| 2014                | «Invencible»                                                            | 45                  | Cerca               |
| 2015                | «Quiero ser»                                                            | 73                  | Cerca               |
| 2017                | «Enamorado» (dueto con 330 AM)                                          | 97                  | La Última Tentación |
| 2018                | «La última tentación» (con María José Quintanilla y Franco "El Gorila") | 22                  | La Última Tentación |
| 2019                | «Déjalo» (con Rigeo)                                                    | 33                  | La Última Tentación |
| 2021                | «Velita blanca» (con O'Daniel)                                          | —                   | —                   |
| 2021                | «Amnesia»                                                               | —                   | Toda Una Vida       |
| 2021                | «Hay amores» (con Soledad)                                              | —                   | Toda Una Vida       |
| 2023                | «La vida da vueltas» (con WAY)                                          | —                   | —                   |
| 2024                | «No tengo dinero»                                                       | —                   | Latin Swing         |
| 2024                | «Invéntame»                                                             | —                   | Latin Swing         |
| 2024                | «Tu falta de querer»                                                    | —                   | Latin Swing         |

## Filmografía
- 1996 - Bienvenida Casandra

## Premios y nominaciones
| Año  | Premio          | Categoría                  | Resultado |
| ---- | --------------- | -------------------------- | --------- |
| 2000 | Premios Altazor | Balada - Canción del autor | Nominado  |
| 2004 | Premios Altazor | Balada - Canción del autor | Nominado  |
| 2005 | Copihue de Oro  | Cantante Consagrado        | Ganador   |
| 2006 | Copihue de Oro  | Cantante Consagrado        | Ganador   |
| 2007 | Copihue de Oro  | Cantante Masculino         | Ganador   |
| 2010 | Copihue de Oro  | Grupo o Cantante Romántico | Ganador   |
| 2011 | Copihue de Oro  | Grupo o Cantante Romántico | Nominado  |
| 2012 | Gold Tie        | Rostro Popular Juvenil     | Nominado  |
| 2012 | Copihue de Oro  | Grupo o Cantante Romántico | Ganador   |
| 2013 | Copihue de Oro  | Mejor Animador             | Ganador   |
| 2013 | Copihue de Oro  | Grupo o Cantante Romántico | Ganador   |
| 2014 | Copihue de Oro  | Mejor Animador             | Ganador   |
| 2014 | Copihue de Oro  | Grupo o Cantante Romántico | Nominado  |
| 2015 | Copihue de Oro  | Mejor Animador             | Ganador   |
| 2015 | Copihue de Oro  | Grupo o Cantante Romántico | Nominado  |
| 2016 | Copihue de Oro  | Mejor Animador             | Ganador   |
| 2016 | Copihue de Oro  | Grupo o Cantante Romántico | Ganador   |